# 雅瓜里
雅瓜里是巴西南大河州的一个市镇。总面积673.459平方公里，总人口12295人，人口密度18.3人/平方公里。